# أندريا ديلا فالي
أندريا ديلا فالي (بالإيطالية: Andrea Della Valle)‏ هو رائد أعمال إيطالي، ولد في 26 سبتمبر 1965 في Sant'Elpidio a Mare ‏ في إيطاليا.